# Lista de partidos políticos na Ásia por país

## Ásia Central
|                | País          | Vários partidos | Dois partidos | Partido dominante | Partido único | Sem partido |
| -------------- | ------------- | --------------- | ------------- | ----------------- | ------------- | ----------- |
| Cazaquistão    | Cazaquistão   |                 |               | •                 |               |             |
| Quirguistão    | Quirguistão   | •               |               |                   |               |             |
| Tajiquistão    | Tajiquistão   |                 |               | •                 |               |             |
| Turquemenistão | Turcomenistão |                 |               |                   | •             |             |
| Uzbequistão    | Uzbequistão   |                 |               | •                 |               |             |

## Ásia Oriental
|                 | País               | Vários partidos | Dois partidos | Partido dominante | Partido único | Sem partido |
| --------------- | ------------------ | --------------- | ------------- | ----------------- | ------------- | ----------- |
| China           | China              |                 |               |                   | •             |             |
| Hong Kong       | Hong Kong          | •               |               |                   |               |             |
| Japão           | Japão              |                 |               | •                 |               |             |
| Macau           | Macau              | •               |               |                   |               |             |
| Mongólia        | Mongolia           | •               |               |                   |               |             |
| Coreia do Norte | Coreia do Norte    |                 |               |                   | •             |             |
| Coreia do Sul   | Coreia do Sul      | •               |               |                   |               |             |
| Taiwan          | República da China | •               |               |                   |               |             |

## Sul da Ásia
|             | País        | Vários partidos | Dois partidos | Partido dominante | Partido único | Sem partido |
| ----------- | ----------- | --------------- | ------------- | ----------------- | ------------- | ----------- |
| Afeganistão | Afeganistão | •               |               |                   |               |             |
| Bangladesh  | Bangladesh  | •               |               |                   |               |             |
| Butão       | Bhutão      | •               |               |                   |               |             |
| Índia       | Índia       | •               |               |                   |               |             |
| Irã         | Irão        | •               |               |                   |               |             |
| Maldivas    | Maldivas    | •               |               |                   |               |             |
| Nepal       | Nepal       | •               |               |                   |               |             |
| Paquistão   | Paquistão   | •               |               |                   |               |             |
| Sri Lanka   | Sri Lanka   |                 | •             |                   |               |             |

## Sudeste da Ásia
|             | País        | Vários partidos | Dois partidos | Partido dominante | Partido único | Sem partido |
| ----------- | ----------- | --------------- | ------------- | ----------------- | ------------- | ----------- |
| Brunei      | Brunei      | •               |               |                   |               |             |
| Camboja     | Camboja     |                 |               | •                 |               |             |
| Timor-Leste | Timor Leste | •               |               |                   |               |             |
| Indonésia   | Indonésia   | •               |               |                   |               |             |
| Laos        | Laos        |                 |               |                   | •             |             |
| Malásia     | Malásia     |                 |               | •                 |               |             |
| Myanmar     | Myanmar     | •               |               |                   |               |             |
| Filipinas   | Filipinas   | •               |               |                   |               |             |
| Singapura   | Singapura   |                 |               | •                 |               |             |
| Tailândia   | Tailândia   | •               |               |                   |               |             |
| Vietname    | Vietname    |                 |               |                   | •             |             |

## Ásia Ocidental
|                        | País                             | Vários partidos | Dois partidos | Partido dominante | Partido único | Sem partido |
| ---------------------- | -------------------------------- | --------------- | ------------- | ----------------- | ------------- | ----------- |
| Arménia                | Armênia                          | •               |               |                   |               |             |
| Azerbaijão             | Azerbaijão                       |                 |               | •                 |               |             |
| Bahrein                | Bahrain                          | •               |               |                   |               |             |
| Chipre                 | Chipre                           | •               |               |                   |               |             |
| Territórios palestinos | Autoridade Nacional Palestiniana | •               |               |                   |               |             |
| Geórgia                | Geórgia                          | •               |               |                   |               |             |
| Iraque                 | Iraque                           | •               |               |                   |               |             |
| Israel                 | Israel                           | •               |               |                   |               |             |
| Jordânia               | Jordânia                         |                 |               | •                 |               |             |
| Kuwait                 | Kuwait                           |                 |               |                   |               | •           |
| Líbano                 | Líbano                           | •               |               |                   |               |             |
| Omã                    | Omã                              |                 |               |                   |               | •           |
| Catar                  | Qatar                            |                 |               |                   |               | •           |
| Arábia Saudita         | Arábia Saudita                   |                 |               |                   |               | •           |
| Síria                  | Síria                            |                 |               | •                 |               |             |
| Turquia                | Turquia                          | •               |               |                   |               |             |
| Emirados Árabes Unidos | Emirados Árabes Unidos           |                 |               |                   |               | •           |
| Iémen                  | Iémen                            |                 |               | •                 |               |             |